# Peter Beckett
Peter Beckett (Aigburth, Liverpool, Inglaterra; 10 de agosto de 1948) es un músico británico y compositor que fue el vocalista del grupo de rock Player en los años 70. Peter fue muy influenciado por ir a ver a los Beatles en el famoso Cavern Club. Su primer grupo a los 16 años fue The Thoughts. Más tarde participó en dos grupos más Winston G. y Paladini. Se trasladó a Los Ángeles, California donde formó un grupo llamado Skyband. Tuvieron poco éxito, y Peter conoció más tarde a otros músicos como Ronn Moss, JC Crowley y John Friesen para formar el grupo Player. De allí fueron creciendo en popularidad gracias a su éxito "Baby Come Back" que llegó al puesto número 1 en la lista del Billboard Hot 100 y es uno de los sencillos más recordados actualmente desde los años 70.
Después de cuatro álbumes lanzados, el grupo se separó y Peter comenzó a producir canciones para otros artistas como Olivia Newton-John, Kenny Rogers etc. También escribió canciones para películas en la década de los años 80. En 1991 Peter lanzó su primer disco solista titulado "Beckett", combinado con estilos de Pop rock, AOR y Adult contemporary. Después se unió a la banda llamada "Little River Band" y estuvo con ellos durante 8 años. En 1996 regresó con Ronn Moss para formar nuevamente Player y lanzaron su quinto álbum, realizando después una gira por Estados Unidos.
Desde entonces, Peter escribió y produjo 2 álbumes con Ronn Moss para Player y también para programas de televisión como "The Bold And The Beautiful". Peter junto a Moss se dedican a realizar giras por Estados Unidos bajo el nombre de "Player". También Peter está trabajando para su próximo disco solista y escribe canciones para series, películas y diferentes artistas.

## Biografía

### Primeros años (1948-1966)
Peter Beckett nació en la sección de Aigburth de Liverpool, Inglaterra. nació en la sección de Aigburth de Liverpool de Inglaterra. En los años 60, empezó a tomar un interés por la música; escuchando a registros de su hermano mayor y "aire" guitaring con una raqueta de tenis a la radio. También fue influido por escuchar Radio Londres y Radio Luxemburgo. Como la mayoría de adolescentes en los años 60, fue muy influenciado por The Beatles. Él frecuentan algunos de sus conjuntos de la hora del almuerzo en el famoso Cavern Club. Por ser menores de edad, su hermano mayor le sería contrabando hacia el club. Quedó impresionado con lo que escuchó y vio y decidió que era lo que quería hacer con su vida. Más tarde se trasladó a Londres y pasó casi diez años durante los días del "Swinging London". 

### Inicios en la música:The Thoughts
En 1966, Peter se unió a una banda llamada The Thoughts, que originalmente había grabado como los coros Tiffany ( pensamientos)de Tiffany. En esta guisa, lanzaron dos sencillos en registros de Parlaphone llamado "I Know" y "Encontrar A lo de sucediendo". También el respaldo de otras bandas locales como Paul Dean y Johnny y John. En 1966, se cambió a registros de planeta e hizo su debut como ' los pensamientos ' con "All Night Stand". Risque comparativamente sencillo para el times, el lado fue una composición de Ray Davies, producida por Shel Talmy. Junto con Alan Hornby en el bajo, Phil Boardman en la guitarra, Dave Croft en la batería y Peter a sí mismo en guitarra y voz, lanzaron ' todos Night Stand' el 30 de septiembre de 1966. Fueron lanzadas dos versiones diferentes de este sencillo, una versión más lenta en el Reino Unido y una versión más optimista en los Estados Unidos. Solicitado por Shel Talmy, propietario de planeta, Ray escribió esta canción para una película basada en un libro de Thom Keyes, también llamado ' todos Night Stand', para 20th Century Fox. El libro refiere las pruebas y tribulaciones de una joven banda Beat, vagamente basado en el aumento de los Beatles. Sin embargo, nunca se hizo la película. 
Aunque el sencillo de Los pensamientos recibió buenas críticas de los críticos, apenas hizo las listas. El lado B, ' memoria de tu amor ', era igualmente como buena y escrita por Peter y Phil Boardman. Este sencillo fue grabado en la etiqueta del planeta y distribuido por Phillips Records Ltd. innovadoras en ser un sello discográfico independiente en los años 60, planeta duró sólo un año, pero produjo 22 singles y dos álbumes de bandas como The Kinks, The Who, la creación, gana fácil el, a nombre de unos pocos. En los últimos años, Los pensamientos tomó un cantante llamado Denny Alexander, ex de los reinos de Earl Preston. La banda también hizo un video corto llamado "Cortos vestidos de niñas en corto".(consulte la información a continuación) Dos de sus canciones se jugó durante este video, llamada la "niña bonita" y "Me llaman Girl". Cuando éxito eludió la banda, el grupo se separó va caminos separados. 

### Winnston G, The Wicked, Fox y Tin Tin
Desde allí, Peter jugó con algunas bandas "beat" inglés, que estaban muy en boga en el momento alrededor del lado de Mersey de Liverpool. La primera banda fue Winston G y el malvado, que posteriormente cambió su nombre a Fox. Pronto descubrieron que el nombre de "Fox" ya fue tomada, así, cambiando de nuevo su nombre a látigo. Duró unos pocos años, con poco éxito. 
Peter le pidió a su amigo Steve Kipner a unirse a su banda "Tin Tin", conocido por su éxito "brindis y mermelada de té", cuando salga dos de los miembros de la banda. Peter, Steve y los otros restantes miembros Steve Groves, grabó algunas canciones juntos llamadas "I'm Afraid' y"manejar Me fácil '. Ambas canciones fueron escritas por Peter, que también tocó guitarra y batería en. Steve Kipner salga a iniciar un nuevo proyecto en Estados Unidos.

### Paladin
Peter se unió a una banda de rock progresivo en 1972 llamado "Paladin", para tocar el bajo y compartir la voz. La banda de gira por Europa, pero nunca llegó a las costas de U.S.. Paladín era una mezcla de jazz fusion, Latina y música soul, produciendo dos LP; uno homónimo Paladin y Paladin cargo! Lanzaron dos sencillos;En "Música dulce dulce" y "fin". Cargo de Paladin! es recordado como una increíble pieza de música grabada en los famosos estudios de Apple en Londres. Un tercer LP fue lanzado en 1999 llamada "Jazzattack", como un instrumental sorprendente. 
Después de Paladin disuelto en 1973, Peter le pidió a Tin Tin a su amigo Steve Kipner, cuando dos de sus miembros, Johnny Vallins y Geoff Bridgeford, dejar de fumar. La banda británica era conocida por producir un top 10 llamado 'brindis y mermelada de té ' en 1971. A finales de 1972, Inglaterra dejó Tin Tin para concentrarse en su trabajo con los Bee Gees. Cuando también dejó Vallins, Steve Kipner y Steve Groves tenían que encontrar otra persona, por lo tanto la entrada de Peter. Peter contribuyó a Tin Tin por escribir y producir su último sencillo en 1973 llamado 'Soy Afraid' y el lado B "manejar fácil". Voz de Peter puede ser escuchado en la voz de otro registro único raro "es a mucho A Georgia"-de 1974, debido al hecho de que Steve Kipner dejó a Estados Unidos perseguir otro proyecto musical. Peter abandonó Inglaterra para mover a los Ángeles a su carrera musical.
En Estados Unidos, Steve Kipner tuvo una nueva banda llamada hay 'amigos con Daryl algodón y Michael Lloyd. Algodón fue anteriormente de la banda australiana Zooty Lloyd fue de la banda de experimento de West Coast Pop Art. Como "Amigos", que producen unos sencillos incluyendo 'Gonna tienen a buen tiempo ' y 'Sería ríes?' El álbum fue considerado como rock pop suave y tenía mucho pasando por ella como producción, voces e instrumentos. Pedro siendo 'applecart' con Steve Kipner para el LP. Algodón y Lloyd dejaron la banda para formar el algodón, Lloyd y Christian. El álbum de 'Friends' fue retirado inmediatamente de los estantes de la tienda cuando Lloyd dejó MGM para formar una nueva etiqueta con Mike Curb, llamada Curb Records. Algodón salga, y Pedro y Steve tuvieron el Lane Caudell, cambiando su nombre a Skyband en 1974. 
Skyband lanzado su álbum LP, grabado en casa de RCA en Londres. Este álbum fue producido por los miembros de Skyband ellos mismos y también es recordado por la foto de portada de la banda en sombreros tribales. Skyband también ellos mismos administrado conjuntamente con GTO/Entner. Su sonido era similar a los Bee Gees, sin embargo, una influencia del rock and roll podía escucharse en algunas de las canciones. Muy a menudo, los dos estilos colisionaron como uno en algunas pistas selectos. Las canciones son una combinación de armonías Niza, piano y guitarra gran trabajan, con excelente voz compartida por Beckett, Kipner y Caudell. La canción que skyband es más recordado es el primer sencillo llamado "Bang! Ooh! You Got Me!' Más tarde lanzaron "Pie en el cielo" como su segundo sencillo. La banda recorrió en su mayor parte en el extranjero y jugó un puñado de espectáculos en Estados Unidos, abriendo para artistas como Peter Npredeterminado a Knotts Berry Farm y The Jackson 5 en la Feria de mundos en Spokane, Washington. Fueron también sabe jugar el famoso, pero ahora desaparecidos, verdes/Apollo Theater en Glasgow, Escocia, como un acto de apoyo para Alex Harvey en 1975. Skyband, con sus más pop orientada a sonido, no sentó bien a los fanes de Alex Harvey cuando en gira en Inglaterra y en Europa. Después de un álbum, Lane Caudell abandonó la banda para pasar a una carrera. Fue reemplazado por Kailing Reed, de la base.

### Riff Raff/Bandana
Steve y Peter Reed tuvo éxito en la creación de una banda viable, bajo su nombre Riff Raff. A diario, Riff Raff ensayaron canciones escritas por la banda. Canción de Steve fue "Plaza Peg en una ronda Hole", canción de Peter fue "Juegos infantiles (orgullo tonto)". Comenzó a componer material original adicional mientras ensayaba en el famoso whisky-a-Go-Go en Sunset Boulevard. La banda había progresado hasta el punto donde en lugar de enviar casetes a las oficinas de los productores potenciales como era costumbre, literalmente fueron en y realiza como trío, con guitarras acústicas y pequeños amps. Realizaron vivo para personas como productor Bill Halverson, ingeniero de Crosby, Stills y Nash en su casa y Phil Ramone, Paul Simon y Billy Joel. Kipner eventualmente dejado la banda y un músico de la Bahía de Galveston (Texas), J.C. Crowley, tomó su lugar.
Con Crowley a bordo, se reunieron y realiza para Phil Ramone en los estudios de ABC Dunhill en Beverly Boulevard. Canciones originales incluían "Cancelación", "amor is donde encontrarlo", y "Movin'Up". Pronto descubrieron que otra banda de Inglaterra, también en el sello RCA, propiedad del nombre Riff raff, y así cambiaron su nombre a Bandana. Se negoció un acuerdo de seis canciones singles y firmaron con registros de refugio; canciones como "Melanie", "Amor es donde se encuentra TI", "Movin'Up" y "Cancelación". Peter Beckett había maniobrado alrededor de su compromiso previo de GTO, cambiando su nombre a Crockett j. para la canción escrito créditos.
Bandana lanzó un sencillo llamado "Jukebox Saturday Night", escrito por J.C. Crowley y Peter Beckett. La otra cara es "amor es donde usted encontrar". Por supuesto, no gráfico sencillo. Kailing pasó a hacer otros proyectos, que dejaron a Beckett y Crowley para formar jugador.

### Player
comenzó como una reunión entre Peter Beckett y J.C. Crowley, en 1977. Se encontraron por coincidencia, ambos ser los dos únicos vestidos con pantalones vaqueros y camisetas, asistir a una fiesta de traje blanco en Hollywood. J.C. provenía de la Bahía de Galveston, Texas y Peter desde Los Ángeles. Curiosamente, ambos resultó para ser/cantautores y hecho planes para reunirse más tarde y jam. En el garaje de J.C., comenzaron a trabajar en su nuevo material, llamando a su banda Riff Raff. Más tarde, cambiando su nombre a Bandana, grabaron un registro llamado "Jukebox Saturday Night", escrito por JC y J.Crocker. El lado b fue llamado "amor es donde usted encontrar", después que se agregará a su primer LP de jugador. La química fue buena entre Peter y JC a aceptar la idea de organizar otra banda a tocar sus propias canciones. Contrató a Paul Palmer como mánager, quien presentó, a continuación, Peter y J.C. a su amigo Ronn Moss, quien llegó a bordo de su bajista. Fue sólo tres miembros de la banda interferencia por un tiempo, a continuación, Ronn trajo en su viejo amigo John Friesen(drums). Ambos habían estado en bandas escuela juntos. RONN Moss había sido anteriormente en las bandas Fábula dirigible, Punk Rock y Conde Zeppelin. John Friesen había recorrido con las locuras de hielo como baterista, percusionista y director musical. El estilo de bandas de música se convirtió en pop suave corriente/rock, con teclados mellow y capas de armonías. Esto parecía encajar derecho con los sonidos ventoso de l.a. en el momento. 
Comenzaron a tocar en bares y conciertos para perfeccionar sus habilidades juegos. Sus directivos potenciales les llevaron alrededor de las oficinas del productor diferentes a tocar en vivo, llevar constantemente sus guitarras y amplificadores. Teoría de la banda era que "un demo puede ser arrojado en un estante y olvidado, cuando como una banda en vivo no encajar. La banda pasó abajo muchas veces cuando la audición. Que finalmente terminaron en la Oficina de Dennis Lambert y Brian Potter, exitosos compositores y propietarios de la nueva compañía llamada Haven Records. Dennis y Brian eran bien conocidos en el momento de producción de artista como la base, The Four Tops, Dusty Springfield, Glenn Campbell y The Righteous Brothers a nombre de unos pocos. Lambert y Potter le gustó lo que escucharon y tomaron a los chicos al estudio a grabar algunas canciones. Basado en estas pistas solo, Lambert y Potter fueron bastante impresionado, pero Haven registros desde entonces doblado. A continuación, colaboraron con el propietario de RSO Records, Robert Stigwood y CEO Alex Corey y la banda, aún sin nombre, firmó un contrato récord.
La cuestión de una banda de nombre se resolvió mirando una película en la televisión. Vieron los créditos lista la película como "jugadores", lo dejó la "s" para convertirse en el jugador. La banda también añadió teclado/sythesizer jugador Wayne Cook, miembro de la banda de Steppenwolf(1976), como un músico de sesión. Unos meses más tarde, con radios masiva, jugador tenía un número uno éxito internacional único llamado 'Baby Come Back'. Esta canción se produjo cuando Peter sólo había partido de alguien que había estado en una relación con durante mucho tiempo. Aún sienten el aguijón, se sentó con J.C. Crowley, escribir, y sus Estados de ánimo salieron en la canción 'Baby Come Back'. Esta canción se rompió en la radio en octubre de 1977 y alcanzó el número uno principios de enero de 1978. 

#### En la Cima de la Fama
Player fue votado por el rollo de honor de la revista Billboard como mejor nueva artista de 1978. ' Baby Come Volver "inmediatamente fue seguido por su hit top ten, 'esta vez estoy en que por amor '. Ambas canciones aparecieron en su álbum homónimo, jugador. Como ambos tocando la guitarra, Peter y J.C. comparte la voz en este álbum, excepto para ' Tryin ' para escribir A Hit Song', que Ronn Moss tuvo la voz el. También se le atribuye J.C. tocando teclados y sintetizadores, así como de guitarra. Primera vez vivo como teloneros de gino vanelli noviembre del ' 77, y más tarde con boz scaggs. Fue en medio de esta gira que ' Baby Come Back' se convirtió en un gran éxito, y la banda despegó de allí. 
Al año siguiente en 1978, lanzaron un álbum también en RSO, llamada zona de peligro. Este álbum producido los éxitosprisionero de tu amor ', que hizo la lista top 40, y 'Silverlining'. En su primer álbum capturado el pop de sonido Sol de California, zona de peligro ilustrado parte de pop/rock progresivo de la banda con guitarras más pesadas empujados al frente. Ambos LP, jugador y zona de peligro, lanzado también en pista de 8, fueron oro. La banda, a continuación, siguió arenas mayores gira con Eric clapton, corazóny Kenny loggins, así como encabezando en lugares más pequeños. RSO querido jugador para reforzar su imagen, ponerlos en giras con bandas de hard rock. Peter fue citado más tarde diciendo que "Esto podría han sido probablemente su mayor error y que jugador pudo haber sido aún alrededor de hoy, si no por qué." 
No poco después de finalizado el tour, J.C.Crowley dejó la banda para iniciar una nueva carrera en la música country. RSO Records doblada y jugador firmó con Casablanca Records, lanzando su tercer álbum, Habitación con vista a en 1980, que Peter coproducido con Tony Peluso. De este álbum se produjo el acierto de cuarenta principales 'es para usted '. Habitación con vista a fue una combinación de melodías suaves, románticas, como ' malas noticias viaja rápido 'y canciones de rock pesados, como ' de la punta de la Iceberg'. Peter cantó y escribió cada canción en este LP. Al final de esta gira, foco de Ronn Moss había cambiado ahora a actuar, y abandonó la banda para hacer películas en Italia. En 1982, Peter Beckett y Dennis Lambert colaboraron en la liberación del jugador cuarto LP, Espías de la vida en la RCA Records. De ese álbum llegó el sencillo 'si se ve podría matar '. También unirse a Peter y John Friesen, los sólo dos miembros originales de la banda izquierdos, Joseph(guitar/vocals) millas y Rusty Buchannan(bass). Miles fue acreditado en Habitación con vista a un artista de la sesión pero ahora figura como miembro de un jugador en espías de vida. J.C Crowley apareció de nuevo en este jugador álbum, pero esta vez como un autor con Dennis Lambert en "prefiero ser Gone'.
Después de este álbum, los miembros de la banda fueron caminos separados, y Peter decidió convertirse en escritor de tiempo completo, dejando el jugador en la grabadora de la espalda. Comenzó escribiendo éxitos para artistas notables como Olivia Newton-John, corazón, Banda de Río pocoy muchos otros. Él también fue acreditado con escribir canciones para bandas sonoras de películas así como cantando algunas de las pistas, tanto conducir y voz de copia de seguridad. Peter fue realmente la voz de misterio en la canción 'Dos cabezas son mejor que una' de Bill y ExcellentAdventure de Ted en 1989. Los gemelos Nelson grabaron la canción para la película pero no era feliz con ellos Geffen Records para otro sello de grabación. Lo retiraron antes de que salió la banda sonora y la voz de Peter fue doblada sobre ellos con el nombre de Powertools.The nombre proviene de un club de L.A. entonces. Ser tanto en demanda de su trabajo, Peter se convirtió en un artista de sesión para otras estrellas de grabación, como Roger daltry, Starshipy Kenny Rodgers, por nombrar algunos.

### Think Out Loud
Durante los años 1982-88, Peter se trasladó en la misma ruta que Steve kipner, convirtiendo su concentración principal en composición para otros artistas importantes como el corazón, sobrevivientey Janet Jackson, entre otros. Pensar en voz alta comenzó como una colaboración entre ambos costa oeste cantante/compositor/músicos en 1988. Peter Beckett y Steve Kipner, sus compañeros de banda x de Skyband y Tin Tin, lanzó un álbum de a & M Records. Intercambio de voz a través del álbum, Peter acreditado con guitarra y programación, mientras Steve bajo, teclados y algunas también de programación.
Lanzaron dos singles, "después de todo este tiempo" y "cuerpo Y Soul(Lost In The Rhythm)'. Una vídeo de promoción también fue lanzada para 'después de todo este tiempo ' 1 de marzo de 1988. La canción 'Pecado Original (Jumpin'en)' mostró hasta en un bar de escena y en la banda sonora de película de cóctel, protagonizada por Tom Cruise. Todos los mejores músicos fueron utilizados en este proyecto. El álbum de pensar en voz alta acreditado a tales backup músicos como Steve Lukather(Toto), Michael Landau, Bob Marlette, Bobby Caldwell y muchos más. 
Pensar en voz alta fue producido por Peter Beckett, Steve Kipner y Humberto García. Durante este tiempo, Peter también reunieron varios créditos de película importante, lo que le valieron una nominación al Grammy en 1986 para St. Elmos Fire, cantando el vocalista de la banda de Radio (en lugar de cantante Tommy Funderlink) en la canción 'Out(Close To The Edge) subrayó '.
Casi diez años más tarde, registros de MTM convencido de Peter y Steve para producir un álbum de su primer Pensar en voz alta LP de seguimiento. Llamado vida, incluye once canciones brillantes con sorprendentes interpretaciones vocales, una vez más por Peter y Steve. Eran una colección de canciones compuestas tanto juntos y por separado en los diez años anteriores. Vida útil parecen capturar el Estados de ánimo y ambientes de música de costa oeste clásico, los primeros, con gran jugando, excelentes canciones y producción brillante. Fue consistente en estilos calidad y mezclas que variaba de una pista a otra.
Todo dinero publicación de vida fue donado a una organización benéfica para personas sin hogar llamadas Armonía For Que los sin hogar, con sede en Los Ángeles. Este álbum iba a ser aún otra obra maestra de música AOR. Desde entonces, Steve ha escrito y producido por tal artista como Christine Aquilaria, 98 grados y Kelly Rowland, entre otros. Actualmente está ejecutando su nuevo y en primer lugar, registro empresa llamada Phonogenic, produciendo nuevos talentos como Natasha Bedingfield.

### Little River Band
Peter Beckett comenzó su temporada con la banda de Río poco de Australia, escribiendo canciones de la banda a partir de 1988. Junto con Glenn Shorrock, cantante original de LRB, Peter se unieron para escribir 'Alma buscando' para el álbum de Monsoon(MCA) de LRB. Junto con el compositor y productor Dennis Lambert, Peter también escribió "Everytime vuelta', que fue grabado en Get Lucky LP(MCA) de LRB. Una grabación de esto también reapareció en el álbum de perdido en realidad del jugador en 1996. Pocos miembros del grupo de río en el momento de la grabación fueron Glenn Shorrock(lead vocals), Derek Pellicci(drums), Stephen Housden(lead guitar), Graeham Goble(guitar/vocals) y Wayne Nelson(bass/ vocals). Después del lanzamiento de Get Lucky, Graeham Goble sorprendió a todos por la salida de la banda. Paul Palmer, su mánager, así como jugador, pidió a Peter a tomar su lugar en la guitarra y coros, Peter obligados. Jugaron una gira australiana y regresó a los Estados para otra etapa de la gira.
Tony Sciuto también gira con la banda en 1990, agregar un sonido de teclado orientado más a sus actuaciones en directo, junto con su guitarra y coros. En 1991, la banda lanzó otro registro titulado mundo gran amor. Este proyecto fue una mezcla de las mejores canciones de los dos últimos álbumes, Monzón y tener suerte. El título canción 'Mundo gran amor', fue lanzada como sencillo, escrito por Tony Sciuto, Derek Pellicci y Peter Beckett. Esta canción fue también utilizada como un tema de recaudación de fondos para el mundo la alimentación Banco ese año. La parte B, "la conclusión", fue escrita por Peter con Derek Pellicci. Peter también publicará esta canción en su álbum como solista, Beckett, el mismo año. 
En 1992, poco banda de río fue una gira extensa en todo el mundo a lo largo de Europa y Estados Unidos. Peter fue el destacado artista, cantando su número uno desde sus días de jugador, 'Baby Come Back'. Una versión en vivo de este tour fue lanzada por BLue Mountain Records por poco de Río de banda llamada Classics.This Live álbum fue dedicado a la hija de Wayne Nelson Aubree, quien a la edad de 13 años murió en un accidente de coche en ese año. La banda fue en la carretera de nuevo, pero Tony Sciuto había dejado en 1992 para reunirse con su propia banda, golpeando Rush. Tony regresó a la banda en 1993 a 1997. Richard Bryant intervino para hacerse cargo de los teclados. Cuando terminó la gira mundial, los miembros del grupo fueron caminos separados. 1994 vio Stephen Housden lanzar un álbum instrumental soley Groove(Guitar Nine Records) del nuevo mundo, mostrando que su impresionante técnica de guitarra de su celta influye. Fue asistido por Derek Pellicci en la programación de batería y percusión. 
También en 1995, el XX aniversario colección del grupo de Río poco, compilado y también producido por Derek Pellicci, fue lanzado en Rhino Records.The nuevo doble CD fue una colección de 37 de las mejores canciones de la carrera de la banda desde 1975, incluyendo la era de John Farnham. La banda fue en el camino una vez más, pero debido a la sobre excesiva gira horarios, Glen salga de la banda en 1996, así como Wayne Nelson. Glen fue reemplazado por Steve Wade, x-voz de la experiencia de Goble Graeham. Wayne Nelson fue reemplazado por Hal Tupea en el bajo. Con Wade como líder en la voz principal, banda de Río poco viajó dos giras mundiales, también jugando 500 conciertos en Estados Unidos, así como una breve gira de Nueva Zelanda. Wayne continuó su trabajo de producción de sonido propio para StudioWest en San Diego. Tony Sciuto volvió a tocar el teclado nuevo desde 1996-1997. 
Cuando terminaron esta gira, Peter dejó la banda para volver a sus otros proyectos relacionados con el jugador. Tony Sciuto pasó a vacaciones lanzada en Eden con su banda, golpeando Rush. Steve Wade permaneció cantante de LRB hasta 1999. Después de terminar su membresía, Steve lanzar su álbum homónimo en 2001 y se le atribuye una serie de televisión y comerciales, programas de variedades y bandas sonoras. Wayne Nelson, hacerse cargo de la voz, se reincorporó el grupo en 1999 y aún tours con Steve Housden, Greg Hind(guitar), Chris Mario (teclados y coros) y Billy Thomas(drums) como banda de Río poco. LRB fue y sigue siendo la mejor banda de soft-rock de Australia, celebrando su 30 aniversario de esta year(2005). Glen Shorrock pasó a forma BSG, con Beebs Birtles y Graeham Goble, gira por Australia, jugando las grandes canciones que escribió y que hizo famosos con la pequeña banda de río. Birtles y Shorrock Goble planean una gira americana para 2006.

### Carrera solista
Además de giras y grabaciones con la bandadel Río Little, Peter encontró tiempo para dominar muchos otros logros bien durante los 90. Él lanzó su primera y sólo, solo CD Curb Records, titulada Beckett. Este CD se destacó como un clásico de su tiempo, ofreciendo una colección de canciones AOR puros, lanzado en una época cuando realmente buenos álbumes AOR eran difíciles de encontrar. El CD incluye a muchos destacados músicos, como Wayne Nelson, Dan Huff, Danny Johnson, Dennis Lambert y Dave Amato, por nombrar algunos. Beckett, mostró más de una arista más difícil de rock con 'Te lo dije', 'My Religion', y 'Brother Louie', pero también bajó el ánimo con 'la línea de fondo ', 'Hangin' por un hilo', y 'Todavía de la noche'. "Mi religión" fue uno de los favoritos de Pedro y se sorprendió de encontrar salida fue un éxito en Alemania y Japón, mientras que él estaba de gira con la banda de Río poco al tiempo menor. Él no tenía ninguna intención de gira para promocionar el CD de BECKETT, pero lo hizo bastante bien y sigue siendo el favorito entre los fanes AOR hoy. ' Brother Louie' fue lanzado en Estados Unidos como una sola.
En 1995, consiguió Ronn Moss, amigo y compañero de grupo, junto con Peter escuchar algunos demos que Peter había estado trabajando en su estudio. RONN fue tomado por lo que escuchó, alegando que Pedro siempre fue uno de los escritores más increíbles de la canción jamás haya conocido. Originalmente, comenzó como un proyecto en solitario de Ronn pero luego más tarde decidieron lanzar Sombras eléctricas (Polystar) como el quinto álbum de jugador. Sombras eléctrica fue lanzado en Japón en 1995, con Peter y Ronn compartir la voz. Pedro, también el productor de este nuevo proyecto, decidió cambiar el título a un estilo más estadounidense y había lanzado en Estados Unidos como Perdido en realidad (registros del norte de Río), en 1996. El lanzamiento japonés figuran un tema extra llamado 'hasta que Let Go', la banda sonora de la película Frankie y Johnny, que Peter grabó a dúo con Jeanette Clinger en 1991. El sencillo, ' huellas en el arena ' fue lanzado fuera del Perdido en realidad, conseguir un gran juego aéreo. Los otros temas también fueron melodías a corazón recto sobre el amor y la vida.
Perdido en realidad jugador una nominación en los premios de música de L.A. mejor producción independiente de un CD. Esta fue la primera vez en quince años que Peter y Ronn habían tocado en vivo como jugador. Realizar copias de seguridad les fue Elliot Easton de los coches en la guitarra, Burleigh Drummond de Ambrosia en la batería y Tony Sciuto de Poca banda de Río en los teclados. Los exámenes eran tan espectaculares, que tenía varias ofertas para seguir jugando vivo nuevamente como jugador. Río Norte fue orignally una etiqueta de país de Nashville y más tarde abandonó la banda. Jugador trató de comprar los derechos para el CD, con sin suerte de vuelta.
Con la sugerencia de los registros de MTM y Magnus Soderkvist, 1997 vio Peter Beckett y Steve Kipner conectar nuevamente como pensar Out Loud, grabar un segundo CD, llamado vida. Una vez más, se trata de una colaboración de voz excepcional, compartida y canción escrito por Peter y Steve, demostrando que siempre han sido dos de los más talentosos cantautores y músicos en el negocio desde sus inicios. 
En 1999, una nueva miniserie de televisión se estrenó en CBS llamado Shake, Rattle and Roll que remonta la evolución del rock and roll estadounidense a partir de los 50 primeros. Es una historia de amor ficticia con una banda ficticia llamada The hartaches. Aunque Peter hizo no star en la miniserie, su voz interpretó la voz de La Hartaches de nueve canciones de la banda sonora del mismo nombre. Estas canciones, demostraron una vez más, la versatilidad de Peter Beckett en el estilo de música. Más tarde en 2002, una de las pistas, 'A Touch Of Heaven', se utilizó en un jabón 2000 palanca comercial de tv. Este comercial popular también fue recordado por "dedos caminando a través de
piel." 

### 2000-presente
Desde 1999 a 2002, Peter llevó jugador fuera en el camino una vez más, jugar fechas alrededor de Estados Unidos con varios trabajos. Del jugador tercer álbum, 'habitación con vista A' de 1980, fue relanzado en 2002 por el internacional Universal de Japón. Este CD es todavía un raro encontrar hoy.
Julio de 2002, Peter encontró tiempo para producir, tocar y cantar coros para primer CD solista Ronn Moss llamado I'm Your Man. También se incluye una nueva versión de 'Baby Come Back'y seis de las otras vías con Steve Plunkett. El CD fue lanzado en enero 0f 2004. Peter y Ronn fueron en el camino para hacer una pequeña gira de Australia para promover el CD. Peter juntos una banda formada por músicos locales de australianas, así como los músicos estadounidenses. Siguieron giras a través de Europa, teniendo por la tormenta. Ellos fueron recibidos con los brazos abiertos como Ronn ya tenía un a raíz de su papel como "Ridge forrester" en soap durante el día, 'la negrita y el Hermosa '.
Peter continuó escribiendo canciones, ayudar a Steve Plunkett, de la banda de rock autógrafo, a escribir una serie de canciones juntos para la compañía de Steve Plunksongs. Steve comenzó su empresa editorial en 1997 después de vender su empresa original Plunkrock a Universal. Estas canciones son comercializadas a través de AudioSparx para programas de televisión, películas y comerciales. También se pueden adquirir para la escucha personal.
Peter también agregado algunas pistas de película más a sus créditos en canciones contrib-uting de Estrella de Rock, Terminator 3, más allá de las fronteras, Dirty Dancing: Havanna noches, por nombrar algunos. Una excelente versión de "Black Betty" se añadió al final de la película Basic, protagonizada por John Travolta, interpretada por jugador organizado y producido por Peter Beckett. Esta canción se hizo famosa por la leyenda del blues Leadbelly.
Una vez más en 2005, Peter y Ronn Moss se asociaron para producir y grabar segundo CD como solista llamado ' no cubierta.» del Ronn Peter reanudó escribiendo, cantando y tocando en este CD también. 'Descubrió' fue lanzado en septiembre de 2005, con un rendimiento en TV show de SoapTalk de la canción "Dos tipos".

## Discografía

### En solitario
- Beckett (1991)

### Con Player
- Player (1977)
- Danger Zone (1978)
- Room With A View (1980)
- Spies Of Life (1981)
- Electric Shadows (1995)
- Lost in Reality (1996)
- Too Many Reasons (2013)

## Grupos

### En los que perteneció
- 1964-1966 - The Thoughts
- 1966-1967 - Winston G.
- 1968-1973 - Paladin
- 1973-1975 - Skyband
- 1976-Actalidad - Player
- 1989-1997 - Little River Band

## Créditos Musicales
- 1972 Hot Rock-Compilation
- 1. The Fakir-Paladin (BV, MSC)

- 1973 ELoy
- 1. The Tides Return Forever (BV)
- (Choir Arrangement)

- 1973 Tin Tin (sencillo)
- 1. I'm Afraid/Handle Me Easy (SW)

- 1973 Friends-Friends
- 1. Applecart (SW with Kipner)

- 1977 Disco Friends
- 1. Baby Come Back (LV, MSC, SW with Crowley)

- 1977 Hi-Fi Super Stereo Sound, Vol 2
- 1. Baby Come Back (LV, MSC, SW with Crowley)

- 1978 Music Magic-Various Artists
- 1. Baby Come Back

- 1978 The No.1 Hits 1978
- 1. Baby Come Back (LV, MSC, SW with Crowley)

- 1978 Entertainment Weekly Greatest Hits
- 1. Baby Come Back (LV, MSC, SW with Crowley

- 1978 Solid Gold Hits, Vol 21
- 1. This Time I'm In it For Love

- 1978 Sucessos Pop Difusora, Vol 3
- 1. This Time I'm In It For Love

- 1978 Super Star Collection
- 1. Baby Come Back (LV, MSC, SW with Crowley)

- 1978 The Hot Ones
- 1. This Time I'm In It For Love

- 1979 RSO Chart Busters
- 1. Baby Come Back (LV, MSC, SW with Crowley)

- 1979 Knock The Walls Down-Steve Kipner
- 1. Knock The Walls Down (BV)
- 2. Lovemaker (BV)

- 1981 Welcome To The Wrecking Ball
- 1. Through The Window (SW)

- 1982 Jack Street Band-Jack Street Band
- 1. In Over My Head (SW)

- 1983 Darryl Cotton/Heather Favell
- 1. Baby Your Changing (SW)

- 1983 Love On My Mind Tonight-Temptations
- (SW with Dennis Lambert)

- 1984 Dream Street-Janet Jackson
- 1. Two To The Power Of Love (SW with Kipner)

- 1984 Where The Beat Meets The Street-Bobby &
- The Midnights
- 1. Lifeguard (SW with Lambert)

- 1984 Grace Slick Software
- 1. Through The Window (SW)

- 1985 Night Shift-The Commodores
- 1. Slip Of The Tongue (SW)

- 1985 Duets-Claire Severac & Friends
- 1. Eyes Of Love (LV, SW)

- 1985 7 Day Weekend-The Comsat Angels
- 1. Believe It (BV)
- 2. Forever Young (BV)
- 3. I'm Falling (BV)

- 1985 Knee Deep In Hoopla-Starship
- 1.Tomorrow Doesn't Matter Tonight (BV)
- 2. Love Rusts (BV)

- 1985 Collin' Out-Dennis Edwards
- 1. No Such Thing (SW with Dennis Lambert)
- 2. Wrap You (SW with John Parker)

- 1986 They Don't Make Them Like They Used To-
- Kenny Rogers
- 1. After All This Time (BV, SW with Dorff)

- 1986 Sad Sweet Dreamer-Sweet Sensations
- 1. Sad Sweet Dreamer (Remix with Mallett)[10]

- 1986 Diamonds In The Rough-Tony Sciuto
- 1. Answer To My Prayer (BV, MSC, SW with Sciuto)

- 1986 Postcards From Home-Nick Heyward
- (MSC, BV)

- 1986 Kung Fu Fighting-Carl Douglas
- 1. Grasshopper Mix (Remix by Beckett, Marlette)

- 1986 Brazil 86-Sergio Mendes
- 1.Take This Love (SW)

- 1987 Disco Classics
- 1.Kung Fu Fighting-Grasshopper Mix
- Remix with Bob Mallett

- 1987 Bad Animals-Heart
- 1. You Ain't So Tough (SW with Kipner)

- 1987 Physical Favours-Sharon O'Neill
- 1. Silk or Stone(BV)

- 1987 Can't Wait To See The Movie-Roger Daltry
- (BV, MSC)

- 1987 Gringo-Gregg Rolie
- 1. One Of These Days (SW)

- 1988 The British Invasion: History Of British Rock, Vol 4
- 1. All Night Stand-The Thoughts (BV, MSC)

- 1988 I Love You Avenue-Nick Heyward
- (MSC, BV)

- 1988 Monsoon-Little River Band
- 1. Soul Searching (SW with Shorrock)

- 1988 One Heart-Junichi Kawauchi
- 1. Last Scene (SW)

- 1989 Here And There-Sugiyama Kiyotaka
- 1. Rock Islands (BV)
- 2. Kimi Ni Aitai (BV)
- 3. Prism Rain Ni Tsutsumarete (BV)

- 1989 Soul Years 1977
- 1. Baby Come Back (LV, MSC, SW with Crowley)

- 1989 Don't Get Personal-Jermaine Jackson
- 1. Make It Easy On Love (SW with Kipner)

- 1989 OST Indianer-Various Artists
- 1. How Can The Girl Refuse (LV)

- 1989 Sweet-Junichi Kawauchi
- 1. Can't Go On Without You (BV)
- 2. You've Got A Power (BV)

- 1990 Tatsoro Covers from the Coast-Various Artists
- 1. Let's Kiss The Sun (LV)

- 1990 Get Lucky-Little River Band
- 1. Every Time I Turn Around (SW with Lambert)

- 1990 Brent Bourgeois- Brent Bourgeois
- 1. Wild Child (BV, SW)
- 2. Dare To Fall In Love (SW)

- 1991 Sounds of the Seventies-1978 Take Two
- 1. Baby Come Back (LV, MSC, SW with Crowley)

- 1991 The British Invasion: History Of British Rock,
- 1. All Night Stand-The Thoughts (BV, MSC)

- 1991 Survivor Greatest Hits-Survivor
- 1. Moment Of Truth (SW with Kipner)

- 1991 Rockin 70s Vol 1-Various Artists
- 1. Baby Come Back (LV, MSC, SW with Crowley)

- 1991 70s Greatest Rock Hits: #1 Groups, Vol 12
- 1. Baby Come Back (LV, MSC, SW with Crowley)

- 1991 Fade In Love-Platz Nippon
- 1. Don't Stop The Love (LV)

- 1991 Billboard Hits 1978-Various Artists
- 1. Baby Come Back (LV, MSC, SW with Crowley)

- 1991 Born To Sing-David Sea
- (SW with Dennis Lambert)

- 1991 Good Times
- 1. Baby Come Back (LV, MSC, SW with Crowley)

- 1992 CX TV Themes Best Hits II-Various Artists
- 1. Love Wins (LV, SW)

- 1992 Juice-Junichi Kawauchi
- (MSC)

- 1993 Super Hits Of The 70s: Have A Nice Day, Vol 21
- 1. Baby Come Back (LV, MSC, SW with Crowley)

- 1993 Hits Of The 70s-Various Artists
- 1. Baby Come Back (LV, MSC, SW with Crowley)

- 1993 Face in the Mirror
- 1. Baby Come Back (LV, MSC, SW with Crowley)

- 1994 The Tides Return Forever-Eloy
- 1. Company Of Angels (BV with Jackson)
- 2. The Last In Line (BV with Jackson)
- 3. The Tides Return Forever (BV with Jackson)
- (Aranger/Conductor)

- 1995 Great Britons Vol 2-Various Artists
- 1. Prisoner Of Your Love (LV, MSC, SW with Crowley)

- 1995 Prom Night: The 70s
- 1. This Time I'm In It For Love

- 1995 Reminiscing: The 20TH Anniversary Collection-
- Little River Band
- 1. Soul Searching (BV, MSC, SW with Shorrock)

- 1995 Sea Of Light-Uriah Heep
- 1. Love In Silence(String Arrangements)
- (BV-entire LP)

- 1995 Billboard Top Hits 1975-79 Various Artists
- 1. Baby Come Back (LV, MSC, SW with Crowley)

- 1995 Roots of Rock: Soft Rock-Various Artists
- 1. Baby Come Back

- 1995 Sensual Sax: The Spark
- 1. Baby Come Back

- 1996 Super Hits Of The 70s: Have A Nice Day
- 1. This Time I'm In It For Love (LV, MSC)

- 1996 Thank You Whatever Comes-The Holograms
- 1. Ordinary Girl (BV, MSC)

- 1996 Dusty Jams: Classic Love Songs
- 1. Baby Come Back

- 1996 25 Years of Number One Hits, Vol 4
- 1. Baby Come Back

- 1997 WOGL 10th Anniversary, Vol 3
- 1. Baby Come Back

- 1997 Up Up And Away: The Definitive Collection
- The Fifth Dimension
- 1. Ashes To Ashes (SW with Lambert)

- 1997 English Freakbeat, Vol 3
- 1. Memory Of Your Love-The Thoughts
- (BV, MSC, SW with Boardman)

- 1997 The Very Best Of Tony Basil-Tony Basil
- 1. Easy For You To Say (SW with Lambert)

- 1997 Mellow Rock Hits Of The 70s: Ventura Highway
- 1. Baby Come Back (LV, MSC, SW with Crowley)

- 1997 WCBS-FM's 25th Anniversary: Best Of The 70s
- 1. Baby Come Back (LV, MSC, SW with Crowley)

- 1998 More-No Mercy
- 1. Baby Come Back (SW with Crowley)

- 1998 The Answer-Eloy
- 1. The Answer (BV)

- 1998 La Mejor Colección Pop De La Historia Vol 5
- 1. Baby Come Back (LV, MSC, SW with Crowley)

- 1998 Heard It On The Radio: FM Hits Vol 1
- 1. If Looks Could Kill (LV, MSC, SW with Lambert)

- 1998 AM Gold: Pop Classics 1978
- 1. Baby Come Back(LV, MSC, SW with Crowley)

- 1998 70s Hits Back Again-Various Artists
- 1. Baby Come Back (LV, MSC, SW with Crowley)

- 1998 70s Heavy Hitters: #1 Pop Hits
- 1. Baby Come Back (LV, MSC, SW with Crowley)

- 1998 Chart Toppers: Romantic Hits Of The 70s
- 1. Baby Come Back (LV, MSC, SW with Crowley)

- 1998 Double Take-Joe McBride
- 1. Baby Come Back (SW with Crowley)

- 1998 Ocean II-Eloy
- 1. Waves Of Tuition (BV, MSC)

- 1998 The Edge Of Coincidence-Paul Bliss
- 1. Castles On Quicksand (LV, SW with Kipner, Bliss)

- 1998 Class Reunion '77: Greatest Hits-Various Artists
- 1. Baby Come Back (LV, MSC, SW with Crowley)

- 1999 Soft Rock Classic
- 1. Baby Come Back (LV, MSC, SW with Crowley)

- 1999 Rockin' 70s Vol 1-Various Artists
- 1. Baby Come Back (LV, MSC, SW with Crowley)

- 1999 Knee Deep In Hoopla-Starship (Re-issue) (BV)

- 1999 Lava Love-Various Artists
- 1. Baby Come Back

- 1999 Soft Touch-Brian Tarquin
- 1. Baby Come Back (SW with Crowley)

- 2000 Hits Of The 70s (Universal Special)-Various Artists
- 1. Baby Come Back (LV, MSC, SW with Crowley)

- 2000 Entertainment Weekly: Greatest Hits 1978
- 1. Baby Come Back (LV, MSC, SW with Crowley)

- 2000 Light Mellow AOR-Groovin' And Breezin'
- 1. I'd Rather Be Gone-Player (MSC, LV)

- 2000 The Best Of Planet Records-various Artists
- 1. All Night Stand-The Thoughts (BV, MSC)
- 2. Memory Of Your Love-The Thoughts
- (BV, MSC, SW with Boardman)

- 2000 The Bronze Story-various Artists
- 1. Get One Together-Paladin

- Foreward-Jaared
- 1. Baby Come Back (SW with Crowley)

- 2001 Entertainment Weekly: The Greatest Hits 1975-1979
- 1. Baby Come Back (LV, MSC, SW with Crowley)

- 2001 Nuggets, Vol 2: Original Artyfacts From the
- British Empire & Beyond
- 1. All Night Stand-The Thoughts (BV, MSC)

- 2001 The Ultimate Rock & Roll Collection: The 70s
- 1. Baby Come Back (LV, MSC, SW with Crowley)

- 2001 7 Day Weekend(2001 Reissue) The Comsat Angels

- 2001 Dream Street-Janet Jackson
- 1. Hold Back The Tears(duet with Cliff Richard)
- (SW)

- 2002 I Love The 70s-Various Artists
- 1. Baby Come Back (LV, MSC, SW with Crowley)

- 2002 Steve Kipner Demos-Steve Kipner
- 1. Married Man (LV, BV)

- 2002 Systems Go Wild-Soul Doctor
- 1. Livin' The Life (SW with Plunkett)

- 2003 Box Of Love-Various Artists
- 1. Baby Come Back (LV, MSC, SW with Crowley)

- 2003 Timeless Passage: Very Best Of Eloy

- 2003 Soft Rock Hits 2-Various Artists
- 1. Baby Come Back (LV, MSC, SW with Crowley)

- 2003 What The World Needs Now-Love-Various Artists
- 1. Baby Come Back (LV, MSC, SW with Crowley)

- 2003 The Greatest Hits-Lisa Stanfield
- 1. Baby Come Back (SW with Crowley)

- 2003 Lisa Stansfield-Biography Greatest Hits
- 1. Baby Come Back (SW with Crowley)

- 2003 Sweet One-Milo Shade
- 1. Baby Come Back

- 2004 Essential Collection-Dennis Edwards
- 1. I'm Up For You (SW with Lambert)

- 2004 Royalush-Royalush
- 1. Underwater Sky (SW

- 2004 Straight From The Heart
- 1. Baby Come Back (LV, MSC, SW with Crowley)

- 2004 That Driving Beat, Vol 4
- 1. Memory Of Your Love-The Thoughts
- (LV, MSC, SW with Boardman )

- 2004 I'm Your Man-Ronn Moss
- Produced by Peter Beckett-Righthook Records
- 1. I'm Your Man (BV, MSC, SW with Plunkett, Moss)
- 2. I Will (BV, MSC, SW with Plunket
- 3. Generate (BV, MSC, SW with Moss)
- 4. All I Have To Give (BV, MSC, SW with Plunkett)
- 5. In Love Alone (BV, MSC, SW with Moss)
- 6. Mountain (BV, MSC, SW with Manzie)
- 7. Baby Come Back (LV, MSC, SW with Crowley)

- 2004 Moonlighting: The Anthology-Roger Daltry (Remastered) (BV, MSC)

- 2004 Diamond In The Rough-Tony Sciuto
- 1. Answer To My Prayer(BV, MSC, SW with Tony Sciuto)

- 2004 Casey Kasem Presents America's Top Ten
- 1. Baby Come Back (LV, MSC, SW with Crowley)

- 2005 Rock N' Roll Revival
- 1. Baby Come Back

- 2005 Rock N Roll Revival-Various Artists)
- 1. Baby Come Back (LV, MSC, SW with Crowley)

- 2005 Love/Stray-Aztec Camera
- 1. Everybody Is A Number One (MSC)

- 2005 Weeping For JFK- Taylor Marsh
- 1. High Hopes (LV-prerecorded for live show)

- 2005 Uncovered-Ronn Moss
- Produced by Peter Beckett for Righthook Records
- 1. You're My Addiction (BV, MSC, SW with Plunkett)
- 2. Butterfly (BV, MSC, SW with Plunkett, Moss)
- 3. Show Me Yours (BV, MSC, SW with Plunkett, Moss)
- 4. I Would Do Anything (BV, MSC, SW with Plunkett)

- 2005 Chapter & Verse: The Uriah Heep Story
- (35TH Anniversary Collection)
- (BV and String Arrangements)

- 2005 Cafe Nirvana-various Artists
- 1. Baby Come Back

- 2006 Scratch My Back: New Rubble Vol 5
- 1. Find Out What's Happening (BV)
- Tiffany and The Thoughts

- 2006 70s Maxium-Carl Douglas
- 1. Kung Fu Fighting (Remix with Mallett)

- 2006 "V"-Vanessa Hudgens
- 1. Come Back To Me
- (A clip of "Baby Come Back" is sampled in this song)

- 2007 Noriyuki Makihara Songs From New York
- 1. Stripe (LV)

- 2007 The Best Movie Songs
- 1. Baby Come Back (LV, MSC, SW with Crowley)

- 2007 Gold: Soft Rock
- 1. Baby Come Back

- 2008 E35 Let's Sing J-Pop in English
- 1. Don't Stop The Love (LV)

- 2008 The Best Hits 100 Super 70s
- 1. Baby Come Back (LV, MSC, SW with Crowley)